# Human Nature
«Human Nature» — R&B композиція американського співака Майкла Джексона. Ця пісня останньою ввійшла у шостий альбом співака Thriller. Сингл було випущено 3 липня 1983. «Human Nature» стала п'ятим синглом Джексона з цього альбому, що досягла Топ-10 у Billboard Hot 100. Критики позитивно віднеслися до балади. Власного музичного відео пісня не має.

## Чарти

### Тижневі чарти
| Чарт (1983)                                                | Найвища позиція |
| ---------------------------------------------------------- | --------------- |
| Australia (Kent Music Report)                              | 64              |
| Бельгія (Ultratop Flanders)                                | 12              |
| Belgium (VRT Top 30 Flanders)                              | 11              |
| Brazil (ABPD)                                              | 5               |
| Canada Top Singles (RPM)                                   | 11              |
| Canada Adult Contemporary (RPM)                            | 1               |
| Canada (CHUM)                                              | 3               |
| Нідерланди (Dutch Top 40)                                  | 14              |
| Нідерланди (Mega Single Top 100)                           | 11              |
| Нова Зеландія (RIANZ)                                      | 33              |
| США (Billboard Hot 100)                                    | 7               |
| US Adult Contemporary (Billboard)                          | 2               |
| US Black Singles (Billboard)                               | 27              |
| US Cash Box                                                | 10              |
| Федеративна Республіка Німеччина (Чарти GfK Entertainment) | 64              |

| Чарт (2009)                               | Найвища позиція |
| ----------------------------------------- | --------------- |
| Австралія (ARIA)                          | 63              |
| Belgium (Back Catalogue Singles Flanders) | 12              |
| Canada Hot Digital Singles (Billboard)    | 27              |
| Данія (Tracklisten)                       | 39              |
| Italy (FIMI)                              | 29              |
| Нідерланди (Mega Single Top 100)          | 40              |
| Швеція (Sverigetopplistan)                | 38              |
| Швейцарія (Media Control AG)              | 46              |
| Велика Британія (UK Singles Chart)        | 62              |
| US Hot Digital Songs (Billboard)          | 21              |

| Чарт(2013)     | Найвища позиція |
| -------------- | --------------- |
| Франція (SNEP) | 165             |

### Річні чарти
| Чарт (1983)                    | Позиція |
| ------------------------------ | ------- |
| Belgium (Ultratop 50 Flanders) | 91      |
| Canada Top Singles (RPM)       | 90      |
| US Billboard Hot 100           | 89      |
| US Cash Box                    | 79      |

## Сертифікації
| Регіон                                                      | Сертифікація | Продажі   |
| ----------------------------------------------------------- | ------------ | --------- |
| Канада (Music Canada)                                       | Платиновий   | 80 000    |
| Данія (IFPI Denmark)                                        | Золотий      | 45 000    |
| Мексика (AMPROFON)                                          | Золотий      | 30 000    |
| Нова Зеландія (RIANZ)                                       | Золотий      | 15 000    |
| Велика Британія (BPI)                                       | Срібний      | 200 000   |
| США (RIAA)                                                  | Платиновий   | 1 000 000 |
| продажі+прослуховування, що базуються лише на сертифікаціях |              |           |